# Südtiroler Weinstraße

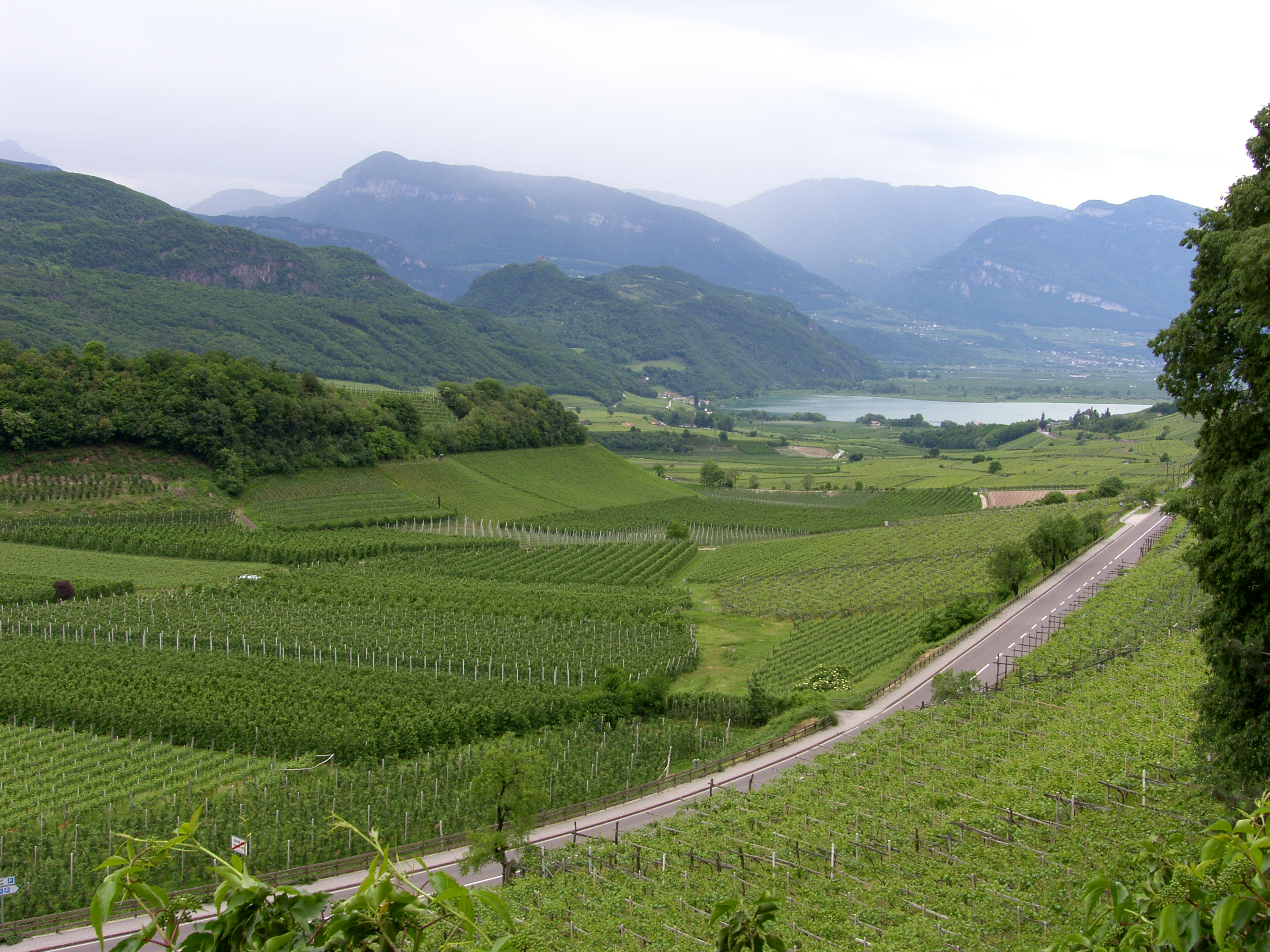
Gebiet der Südtiroler Weinstraße bei Kaltern, Blick zum Kalterer See

Die Südtiroler Weinstraße (italienisch Strada del Vino dell’Alto Adige) wurde 1964 gegründet und ist eine der ältesten Weinregionen Italiens. Zum Tourismusverband der Weinstraße gehört eine Reihe von Gemeinden im Südtiroler Abschnitt des Etschtals: Andrian, Auer, Bozen, Branzoll, Eppan, Kaltern, Kurtatsch, Kurtinig, Margreid, Montan, Nals, Neumarkt, Pfatten, Salurn, Terlan und Tramin. Diese umfassen weit über 80 Prozent des Südtiroler Weinbaugebiets. 
Im engeren Sinne bezeichnet man als Weinstraße aber auch ganz konkret eine Verkehrsader, die das Überetsch und die westliche Talflanke des Unterlands für den Kraftverkehr erschließt. Administrativ ist diese jedoch in unterschiedliche Abschnitte eingeteilt: Im Gemeindegebiet von Eppan handelt es sich um die SS 42 oder alternativ die LS 18, die Fortsetzung in Kaltern ist die LS 14, zwischen Kalterer See und Tramin ist sie als Gemeindestraße eingestuft, zwischen Tramin und Kurtatsch ist sie als LS 164 ausgewiesen und von Kurtatsch über Margreid und Kurtinig Richtung Salurner Klause schließlich als LS 19. Die Gemeinden dieses Gebiets tragen seit 1971 (Eppan, Kaltern, Tramin, Kurtatsch, Margreid, Kurtinig) bzw. 2019 (Salurn) den Zusatz „an der Weinstraße“ auch in ihrem amtlichen Namen; 2023 folgte mit Montan erstmals eine Gemeinde, die nicht an dem als „Weinstraße“ bekannten Straßenzug liegt.

## Weine
Der Weinbau prägt die Landschaft, die Teile der Talebene, der Hügel und Berghänge umfasst. Rund 65 Prozent der angebauten Sorten sind Rotweine, 35 Prozent Weißweine. 
Zu den angebauten Weißweinen zählen:
- Weißburgunder (Pinot bianco)
- Grauer Burgunder (Pinot grigio)
- Chardonnay
- Gewürztraminer
- Sauvignon Blanc
- Müller-Thurgau
- Goldmuskateller (Moscato Giallo),
- Riesling
- Silvaner.

Die angebauten roten Rebsorten sind hingegen: 
- Edelvernatsch (Schiava),
- Lagrein,
- Blauburgunder (Pinot nero),
- Cabernet Sauvignon,
- Merlot,
- Rosenmuskateller (Moscato rosa).

Fast die gesamte Rebfläche kann heute gesetzliche Schutzbestimmungen in Anspruch nehmen und trägt die Bezeichnung D.O.C. (Denominazione di Origine Controllata zu deutsch ‚Qualitätswein kontrollierter Anbaugebiete‘). 
Neben dem Weinbau spielt in der Wirtschaft der Gemeinden der Tourismus eine wichtige Rolle.